# 恩斯特·伯利斯·柴恩
恩斯特·伯利斯·柴恩爵士（Sir Ernst Boris Chain，1906年6月19日—1979年8月12日）是一位出生於德國的英國生物化學家，他因為有關盤尼西林的研究，而與亞歷山大·弗萊明及霍華德·弗洛里共同獲得1945年的諾貝爾生理學或醫學獎。

## 生平
恩斯特·伯利斯·柴恩出生於柏林，父親原本出身在俄羅斯，後來因為學習化學而遠赴德國，母親則是德國柏林人。柴恩在1930年獲得柏林洪堡大學的化學學位。他居住柏林的這段期間認識了終身好友亞伯特·紐柏格（Albert Neuberger），當時他是一位化學教授。因為具有猶太人血統，所以柴恩在納粹黨掌權後，感覺他的安全受到威脅。所以他後來在1933年離開德國，前往英國。
柴恩後來在劍橋大學從事研究，並在弗雷德里克·霍普金斯教授的指導下研究磷脂。他在1935年進入牛津大學擔任病理學的教師，在這個時期，他的研究範圍包括腫瘤的新陳代謝、蛇毒、生物化學技術與溶菌酶。
柴恩在1939年與霍華德·弗洛里合作研究由微生物產生的天然抗菌物質，後來他們重新檢視亞歷山大·弗萊明的研究，而弗萊明曾在1929年發現青黴素。柴恩與弗洛里後來發現青黴素的醫療用途與化學組成。柴恩也研究出如何分離與濃縮青黴素的方法，他所推論的盤尼西林結構後來由英國化學家多蘿西·克勞福特·霍奇金藉由X射線所證實。因為盤尼西林的研究，恩斯特·伯利斯·柴恩與亞歷山大·弗萊明及霍華德·弗洛里共同獲得1945年的諾貝爾生理學或醫學獎。
在第二次世界大戰期間，柴恩得知母親與姐妹去世的消息。他在第二次世界大戰結束後搬到義大利羅馬，後來在1964年返回英國，擔任倫敦帝國學院生物化學系主任。
他在1948年與安·畢洛夫（Anne Beloff）結婚。柴恩因為他的猶太人身分，而在1954年成為魏茨曼科學研究學院（Weizmann Institute of Science，成立在以色列雷霍沃特）校董會的成員。
1969年柴恩受封為下級勳位爵士，他在退休之後搬到愛爾蘭西部，並在1979年8月12日去世。

## 外部連結
- A biography at Nobel Museum site （页面存档备份，存于）